# Isak Friedberg
Isak(-Eisik) Friedberg (geboren um 1800 wohl in Schluchtern; gestorben 1870 in Bruchsal, Baden) war ein deutscher Bezirksrabbiner in Baden.
Isak Friedberg war der Sohn des Bezirksrabbiners in Schluchtern Löb Friedberg und der Zirle Delom. 1825 wurde er Stiftungsrabbiner in Karlsruhe und am 30. April 1830 zum Bezirksrabbiner in Mosbach ernannt. In erster Ehe heiratete er Rosalie-Ricke Falkenau (1811–1839), Tochter des Fürther Rabbiners Josua Moses Falkenau. Nach deren Tod heiratete er in zweiter Ehe am 7. April 1840 in Waibstadt Hannchen Würzburger (1816–1869) aus Rohrbach. Von 1855 bis zu seinem Tod war er Bezirksrabbiner in Bruchsal.
Mendel Heß erwähnt ihn 1841 als „Arabist“.